# My Mom
Pistes de Relapse
3 a.m. Insane
My Mom est une chanson du rappeur américain Eminem parue sur l'album Relapse en 2009. La chanson constitue la troisième piste de l'album et est produite par Dr.Dre, directeur du label d'Eminem, Aftermath Entertainment. La chanson fut enregistrée à l'Effigy Studio d'Orlando en Floride. Le titre ne fut pas retenu en tant que single et n'a pas fait l'objet d'un clip vidéo. 